# Psychomyia flinti
Psychomyia flinti är en nattsländeart som beskrevs av Schmid 1997. Psychomyia flinti ingår i släktet Psychomyia och familjen tunnelnattsländor. Inga underarter finns listade i Catalogue of Life.